# Pejeng Kaja
Pejeng Kaja is een bestuurslaag in het regentschap Gianyar van de provincie Bali, Indonesië. Pejeng Kaja telt 4683 inwoners (volkstelling 2010).